# 파이 스토리
《파이 스토리》(영어: Shark Bait 혹은 영어: The Reef: Shark Bait 혹은 영어: Pi's Story)는 2006년 개봉한 대한민국과 미국의 합작 모험 애니메이션 영화이다.
속편 《파이스토리: 악당상어 소탕작전》(2012)으로 이어진다.

## 줄거리
보스턴의 오염된 항구에서 살던 놀래기 파이는 부모님이 낚싯배에 잡혀가면서 이국적인 카리브 제도의 산호초에서 친척들과 살게 된다. 파이는 아름다운 에인절피시 코딜리아에게 반하지만 이웃들을 공포에 떨게 하는 뱀상어 트로이가 코딜리아에게 눈독을 들이고 있다.

## 목소리 출연
- 프레디 프린즈 주니어 - 놀래기 파이시스 "파이" 역
  - 지미 베넷 - 어린 파이 역
- 에번 레이철 우드 - 에인절피시 코딜리아 역
- 롭 슈나이더 - 붉은바다거북 너리사 역
- 도널 로그 - 뱀상어 트로이 역
- 앤디 딕 - 마타양쥐돔 딜런 역
- 프랜 드레셔 - 마타양쥐돔 펄 역
- 존 리스데이비스 - 점박이물범 손턴 역
- R. 리 어미 - 청새치 잭 역
- 리처드 엡카 - 청새치 모 역
- 트렌트 포드 - 쇠돌고래 퍼시 역
  - 딜런 캐시 - 어린 퍼시 역

### 우리말 녹음
- 김형준 - 파이 역
- 임채무 - 너리사 역
- 박명수 - 트로이 역
- 김규종 - 딜런 역
- 김현중 - 게 역
- 박정민 - 퍼시 역